# فيليكس فيرمن
فيليكس فيرمن (بالإنجليزية: Félix Fermín)‏ هو لاعب كرة قاعدة أمريكي، ولد في 9 أكتوبر 1963 في ماو في جمهورية الدومينيكان.

## وصلات خارجية
- فيليكس فيرمن على موقعبيزبول رفرنس.كوم (الدوري الرئيسي) (الإنجليزية)
- فيليكس فيرمن على موقعبيزبول رفرنس.كوم (الدوري الثانوي) (الإنجليزية)